# Nógrád
Nógrád (česky Novohrad) je župa v severním Maďarsku. Na severu sousedí se Slovenskem, na východě krátce se župou Borsod-Abaúj-Zemplén, na jihovýchodě se župou Heves, na jihozápadě se župou Pest. Župa v této podobě vznikla správní reformou v roce 1950, ale má dlouhou historickou tradici. Tvoří jižní část původního Novohradska, jehož zbytek leží na Slovensku v okolí Lučence.

## Přírodní podmínky
Župa leží v na maďarské poměry kopcovité krajině pohoří Cserhát. Zasahuje sem i nejvyšší maďarské pohoří Mátra. Hlavními řekami jsou Zagyva, která zde i pramení, a pohraniční Ipeľ (Ipoly).

## Doprava
I přes blízkost Budapešti se župa se nachází v poměrně periferní dopravní poloze. Z hlavních silnic tudy prochází jen na západě silnice č. 2 (E77 Budapešť – Krakov), a na východě silnice č. 21 Hatvan – Salgótarján – Fiľakovo, souběžně s hlavní železnicí v téže trase.

## Pamětihodnosti
Přibližně uprostřed župy se nachází zachovalá vesnice Hollókő, zapsaná na seznamu UNESCO.

## Města
- Bátonyterenye
- Ďarmoty (někdejší správní středisko)
- Pásztó
- Salgótarján
- Szécsény
- Rétság

## Okresy
- Okres Ďarmoty
- Okres Bátonyterenye
- Okres Pásztó
- Okres Rétság
- Okres Salgótarján
- Okres Szécsény